# Championnat arabe des clubs champions masculin de volley-ball
La Coupe arabe des clubs champions est une compétition de volley-ball, réunissant des clubs du monde arabe.

## Palmarès
| Année             | Édition                                                | Lieu                                                   | Vainqueur                                              | Finaliste                                              |
| ----------------- | ------------------------------------------------------ | ------------------------------------------------------ | ------------------------------------------------------ | ------------------------------------------------------ |
| 1978 Détails      | I                                                      | Libye                                                  | Al Tersana Tripoli                                     | ES de Tunis                                            |
| 1983 Détails      | II                                                     | Rabat                                                  | Club sfaxien                                           | Al-Jaish Bagdad                                        |
| 1984 Détails      | III                                                    | Koweït                                                 | Al-Jaish Bagdad                                        | Club sfaxien                                           |
| 1985 Détails      | IV                                                     | Sfax                                                   | Club sfaxien                                           | PO Chlef                                               |
| 1986 Détails      | V                                                      | Égypte                                                 | Zamalek du Caire                                       | MC Alger                                               |
| 1987 Détails      | VI                                                     | Jordanie                                               | Al Ahly                                                | Qadsia SC                                              |
| 1988 Détails      | VII                                                    | compétition annulée                                    | compétition annulée                                    | compétition annulée                                    |
| 1989 Détails      | VIII                                                   | Irak                                                   | Al-Rasheed Club Bagdad                                 |                                                        |
| 1990-1991 Détails | IX                                                     | compétition annulée                                    | compétition annulée                                    | compétition annulée                                    |
| 1992 Détails      | XI                                                     | Tunisie                                                | Club Africain                                          | Al Ahli Djeddah                                        |
| 1993 Détails      | XII                                                    | Égypte                                                 | Zamalek du Caire                                       | Aviation Club                                          |
| 1994 Détails      | XIII                                                   | Beyrouth                                               | Club Africain                                          | MC Alger                                               |
| 1995 Détails      | XIV                                                    | Tunisie                                                | Étoile du Sahel                                        | Club Africain                                          |
| 1996 Détails      | XV                                                     | Arabie saoudite                                        | Al Hilal Riyad                                         | Al Ahly                                                |
| 1997 Détails      | XVI                                                    | Liban                                                  | Al Hilal Riyad                                         | Al Ahli Djeddah                                        |
| 1998 Détails      | XVII                                                   | Liban                                                  | CO Kélibia                                             | Al-Rayyan SC                                           |
| 1999 Détails      | XVIII                                                  | Rabat                                                  | Club sfaxien                                           | Al Ahli Djeddah                                        |
| 2000 Détails      | XIX                                                    | Tunisie                                                | Club sfaxien                                           | Étoile du Sahel                                        |
| 2001 Détails      | XX                                                     | Jordanie                                               | Al Ahly                                                | Zamalek du Caire                                       |
| 2002 Détails      | XXI                                                    | Beyrouth                                               | Al Ahly                                                | Al-Arabi Doha                                          |
| 2003 Détails      | XXII                                                   | Amman                                                  | Al-Arabi Doha                                          | Al Najma Club                                          |
| 2004 Détails      | XXIII                                                  | compétition annulée                                    | compétition annulée                                    | compétition annulée                                    |
| 2005 Détails      | XXIV                                                   | Le Caire                                               | Al Ahly                                                | Al Hilal Riyad                                         |
| 2006 Détails      | XXV                                                    | Damas                                                  | Al Ahly                                                | Al Ahli Djeddah                                        |
| 2007 Détails      | XXVI                                                   | Tunis                                                  | ES de Tunis                                            | Étoile du Sahel                                        |
| 2008 Détails      | XXVII                                                  | Benghazi                                               | Club sfaxien                                           | ES de Tunis                                            |
| 2009 Détails      | XXVIII                                                 | Beyrouth                                               | Al Hilal Riyad                                         | Al Ahly                                                |
| 2010 Détails      | XXIX                                                   | Le Caire                                               | Al Ahly                                                | Al Hilal Riyad                                         |
| 2011 Détails      | XXX                                                    | Riyad                                                  | Al Hilal Riyad                                         | Club sfaxien                                           |
| 2012 Détails      | XXXI                                                   | Beyrouth                                               | MB Béjaïa                                              | Al-Rayyan SC                                           |
| 2013 Détails      | XXXII                                                  | Beyrouth                                               | Club sfaxien                                           | CJ Bauchrieh                                           |
| 2014 Détails      | XXXIII                                                 | Tunis                                                  | ES de Tunis                                            | Darkulaib Club                                         |
| 2015 Détails      | XXXIV                                                  | Le Caire                                               | Al-Ahli                                                | Tala'ea El Geish                                       |
| 2016 Détails      | XXXV                                                   | Sousse                                                 | Étoile du Sahel                                        | Smouha SC                                              |
| 2017 Détails      | XXXVI                                                  | Bahreïn                                                | Al-Ahli Club                                           | El Jaish SC                                            |
| 2018 Détails      | XXXVII                                                 | Tunis                                                  | Al-Rayyan SC                                           | ES de Tunis                                            |
| 2019 Détails      | XXXVIII                                                | Tunis                                                  | Al-Rayyan SC                                           | ES de Tunis                                            |
| 2020 Détails      | XXXIX                                                  | Le Caire                                               | Al Ahly                                                | Zamalek du Caire                                       |
| 2021              | compétition annulée à cause de la Pandémie de Covid-19 | compétition annulée à cause de la Pandémie de Covid-19 | compétition annulée à cause de la Pandémie de Covid-19 | compétition annulée à cause de la Pandémie de Covid-19 |
| 2022 Détails      | XL                                                     | Tunis                                                  | Al-Rayyan SC                                           | Darkulaib Club                                         |
| 2023              | xxxxI                                                  | \| Le Caire \|                                         |                                                        |                                                        |
| Le Caire          |                                                        |                                                        |                                                        |                                                        |

### édition 1978
- la première édition du championnat arabe messieurs des clubs champions de volley-ball s'est déroulée à Tripoli capitale de la Jamahiria Libyenne du 22 au 29 octobre 1978 .
- dix équipes des pays arabes ont participé à ces joutes , dont le MPAlger représentant de l'Algérie qui été classé a la sixième place .
- l'équipe libyenne du Tersana club de Tripoli a remporté le premier titre arabe devant le club Tunisien l'espérance sportive de Tunis .
- Source :
- l'Almanach du sport Algerien , Tome 1 , Anep - 1990 , de Hamid Grine page 414 .

## Bilan

### Par Pays
| Pays            | Victoires | Années                                                                        |
| --------------- | --------- | ----------------------------------------------------------------------------- |
| Tunisie         | 13        | 1983, 1985, 1992, 1994, 1995, 1998, 1999, 2000, 2007, 2008, 2013, 2014, 2016. |
| Égypte          | 10        | 1987, 1988, 1993, 2001, 2002, 2005, 2006, 2010, 2020, 2023                    |
| Qatar           | 4         | 2003, 2018, 2019, 2022.                                                       |
| Arabie saoudite | 4         | 1996, 1997, 2009, 2011.                                                       |
| Irak            | 2         | 1984, 1989.                                                                   |
| Bahreïn         | 2         | 2015, 2017                                                                    |
| Libye           | 2         | 1978, 2024                                                                    |
| Algérie         | 1         | 2012                                                                          |

### coupe arabe des clubs champions de volley-ball féminin
- Palmarés :
- 1er édition :1998 à Tunis : 1er- Ahly du Caire 2e- Tunis Université Club 3e- CS Hilal de Tunis.
- 2e édition : 1999 au Caire : 1er- Ahly Egypte 2e- CSSfax (Tunisie) 3é- Tunis Université Club .
- 3é édition : 2000 à Sfax : 1er- Ahly Egypte 2é- MCAlger (Algerie) 3e- CSSfax .
- 4é édition : 2005 à Damas (Syrie) : 1er- Ahly Egypte 2e- Ghalia de Chlef (Algerie) 3e- Chabab Jordanie
- 5é édition : 2007 a Damas (Syrie) : 1er- Ahly Egypte 2e- NCBéjaia 3e- ....
- 6é édition : 2009 : au  Caire (Egypte) ; 1er- Ahly Egypte 2e- Nadi Al Shams (Egypte) 3e- Nadi Al-Chorta (Syrie) .
- 7é édition : 2016 ; au Caire (Egypte) : 1er- Ahly Egypte 2e- GSP Alger 3é - De La Salle (Egypte)
- 8é édition : 2017 : au Caire (Egypte) : 1er- Ahly Egypte 2e- CSSfax (Tunisie) 3e- GSP Alger .
- 9é édition : 2019 : au Caire (Egypte) : 1er- CSSfax (Tunisie) 2e- Ahly Egypte 3e- Sporting (Egypte) .
- 10é édition : 2020 : à Esharika (EAU) : 1er- GSP Alger 2e- Sporting Egypte 3e- CSSfax (Tunisie) .

### Par Clubs
- Ahly du Caire (egypte) 8 fois
- Cssfax (Tunisie) 1 fois
- MCAlger (EX: GSPAlger) 1 fois

### Par Pays
- Égypte  8 fois
- Tunisie 1 fois
- Algérie 1 fois